# Mur des vents
Mur des vents est une œuvre de l'artiste français Pierre Comte. Il s'agit d'une installation murale conçue en 1974. Elle est installée dans le 2e arrondissement de Paris, en France.

## Description
L'œuvre est une installation cinétique. Elle est constituée d'une grille de 12 rangées de 5 éléments rectangulaires colorés (en blanc, bleu, vert, rouge, jaune et orange). Chacun de ces éléments peut pivoter sur son axe vertical. 

## Localisation
L'œuvre est installée dans le 2e arrondissement de Paris sur le mur pignon du 28 rue Dussoubs, à l'angle avec la rue Saint-Sauveur.

## Historique
Le Mur des vents est installé en 1974.

## Artiste
Pierre Comte (né en 1927) est un artiste français.